# Andrena nupta
Andrena nupta är en biart som beskrevs av Morawitz 1876. Andrena nupta ingår i släktet sandbin, och familjen grävbin. Inga underarter finns listade i Catalogue of Life.